# Папа Иноћентије X
Папа Иноћентије X (6. мај 1574 — 7. јануар 1655), рођен као Ђовани Батиста Памфили (Giovanni Battista Pamphilj), био је папа Римокатоличке цркве од 1644. до 1655. Рођен је у Риму, у породици из Губија у Умбрији, која је дошла у Рим за време понтификата папе Иноћентија IX, а дипломирао је на Папском универзитету Грегоријана. Стекао је звање кардинала Сент Еузебија, 1629. Школован је за правника, а наследио је Папу Урбана VIII (1623—44) 15. септембра 1644, као један од политички најбистријих папа своје ере, који је увећао моћ Свете столице.

## Папство

### Избор
Папска конклава 1644, на којој је биран наследник Урбана VIII је била дуга и бурна. Трајала је од 9. августа до 15. септембра. Велика француска фракција предвођена нећацима папе Урбана се противила избору шпанског кандидата, као непријатеља Кардинала Мазарена, који је водио француску политику. Они су представили свог кандидата (Ђулио Чезаре Сачети) али нису могли да прикупе довољно подршке за њега, па су се сложили са Памфилијем као прихватљивим компромисом, иако је он служио као легат у Шпанији. Сам Мазарен, који је носио француски вето против кардинала Памфилија, је стигао прекасно, и избори су већ били завршени.

### Односи са Француском
Убрзо након избора, Иноћентије X је започео правни процес против породице Барберини (из које је дошао претходни папа, Урбан VIII) због злоупотребе јавних фондова. Браћа Франческо, Антонио и Тадео Барберини су побегли у Париз, где су нашли моћног заштитника, кардинала Мазарена. Иноћентије X је конфисковао њихову имовину, и 19. фебруара 1646. издао булу којом је наредио да сви кардинали који напусте Папску државу на дуже од шест месеци без изричите папине дозволе буду лишени својих бенефиција, а касније и саме титуле кардинала. Француски парламент је прогласио ову папину одлуку ништавном у Француској, али Иноћентије X није променио своје ставове све се док Мазарен није припремио да пошаље трупе у Италију. Након тога, папска политика према француској је постала мало пријатељскија, и касније је породица Барберини рехабилитована, када је син Тадеа Барберинија, Мафео Барберини оженио Олимпију Ђустинијани, нећаку Иноћентија X.
Године 1653, Иноћентије X је папском булом Cum Occasione осудио 5 ставова јансенијанске књиге Augustinus, инспирисане Светим Августином, као јеретичке и блиске Лутеранизму. Ово је довело до формулаторне контроверзе, Паскалових Провинцијских писама, и на крају до рушења јансенијанског манастира Порт-Ројал, и накнадног распуштања ове заједнице.

### Енглески грађански рат
Током Грађанског рата (1642–49) у Енглеској и Ирској, Иноћентије X је снажно подржавао независну (и католичку) конфедеративну Ирску, којој су се противили кадринал Мазарен и бивша енглеска краљица и у то доба краљица мајка, Хенријета Марија, у егзилу у Паризу. Папа је послао Ђованија Батисту Ринучинија, фермског надбискупа као изванредног нунција у Ирску. Он је стигао у Килкени са великом количином оружја, војне опреме (укључујући двадесет хиљада фунти барута), и врло великом количином новца. Ринучини је у Килкенију примљен са високим почастима, истакавши у свом прогласу на латинском да је циљ његове мисије да одржи краља, али изнад свега да заштити од патњи и казни католички народ Ирске и да осигура слободно и јавно испољавање католичке вере, и да поново успостави цркве и црквена имања. Међутим, на крају је Оливер Кромвел вратио Ирску на страну парламентаризма, уз велико крвопролиће, и Ринучини се вратио у Рим 1649, након четири године без успеха.